# Androsace alaica
Androsace alaica là một loài thực vật có hoa trong họ Anh thảo. Loài này được Ovcz. & S.B.Astan. mô tả khoa học đầu tiên năm 1984.